# Rio Acaraí (Bahia)
O rio Acaraí é um rio que banha o município de Camamu, no estado da Bahia, no Brasil.

## Topônimo
"Acaraí" é um termo de origem tupi: significa "rio dos carás", pela junção de akará (cará) e  'y (rio).